# Skarpabborrtjärnen (Svegs socken, Härjedalen, 688739-142701)
Skarpabborrtjärnen är en sjö i Härjedalens kommun i Härjedalen och ingår i Ljusnans huvudavrinningsområde.